# Rhipicephalus ramachandrai
Rhipicephalus ramachandrai är en fästingart som beskrevs av R.S. Dhanda 1966. Rhipicephalus ramachandrai ingår i släktet Rhipicephalus och familjen hårda fästingar. Inga underarter finns listade i Catalogue of Life.